# 马尔加里托夫卡村委员会
马尔加里托夫卡村委员会（俄语：Маргаритовский сельсовет）是俄罗斯联邦阿穆尔州马扎诺沃区所属的一个村委员会。其下辖有1个居民点，行政中心为马尔加里托夫卡。据2015年统计，该村委员会的人口为351人。
2015年，马尔加里托夫卡村委员会并入德米特里耶夫卡村委员会。